# Sippie Wallace
Sippie Wallace (Condado de Jefferson, 1 de novembro de 1898 – Detroit, 1 de novembro de 1986) foi uma cantora e compositora norte-americana. No começo da carreira era conhecida como "The Texas Nightingale". 
Entre 1923 e 1927, gravou cerca de 40 músicas com a Okeh Records, muitas delas escritas com seus irmãos George e Hersal Thomas. Alguns artistas que cantaram com Sippie foram Louis Armstrong, Johnny Dodds, Sidney Bechet, King Oliver e Clarence Williams. 
Nos anos 1930, ela largou a vida artística e se tornou organista de igreja, cantora e diretora de coral em Detroit, cantando esporadicamente nos anos 1960, quando retornou à sua antiga carreira. Sippie foi indicada ao Grammy Award, em 1982, foi indicada ao Hall da Fama Entre as Mulheres do Michigan, em 1993.

## Biografia
Sippie nasceu nas terras baixas do delta do Condado de Jefferson, no Arkansas, uma entre os 13 filhos. Sua família era musical. Seu irmão, George W. Thomas, tornou-se um grande pianista, regente e compositor. Seu outro irmão, Hersal Thomas, foi pianista e compositor. Sua sobrinha, Hociel Thomas, filha de George, era pianista e compositora.
Quando ainnda era criança, sua família se mudou para Houston, Texas. Na juventude, tocou piano e cantou na igreja batista, onde seu pai era um dos decanos, mas no final da tarde, ela escapulia de casa junto dos seus irmãos para ir a shows, onde ela começou a tocar e cantar na adolescência, tornando-se uma conhecida cantora de blues.
Em 1915, Sippie mudou-se para Nova Orlenas com seu irmão Hersal. Dois anos depois, ela casou-se com Matt Wallace, de quem adotou o sobrenome.

## Morte
Em março de 1986, depois de assistir a um concerto em Burghausen, na Alemanha, em um festival de jazz, Sippie sofreu um AVC e foi hospitalizada. Ela retornou aos Estados Unidos, mas faleceu no dia de seu aniversário, em 1 de novembro, aos 88 anos, no Hospital Sinai, de Detroit. Ela foi sepultada no Cemitério da Trindade, em Detroit.